# Club Atlético 9 de Julio
Maillots
Dernière mise à jour : 25 avril 2024.
Le Club Atlético 9 de Julio est un club argentin de football basé à Rafaela.